# Liste der Kulturdenkmale in Loitsch (Zeitz)
Die Liste der Kulturdenkmale in Loitsch (Zeitz) enthält die Kulturdenkmale des Landesamts für Denkmalpflege und Archäologie in Sachsen-Anhalt im Zeitzer Ortsteil Loitsch und ist eine Teilliste der Liste der Kulturdenkmale in Zeitz. Grundlage ist das Denkmalverzeichnis des Landes Sachsen-Anhalt, das auf Basis des Denkmalschutzgesetzes des Landes Sachsen-Anhalt, welches am 21. Oktober 1991 durch das Landesamt erstellt und seither laufend ergänzt wurde (Stand: 31. Dezember 2022).

## Loitsch
| Lage                                 | Bezeichnung | Beschreibung | Erfassungs- nummer | Ausweisungsart | Bild   |
| ------------------------------------ | ----------- | ------------ | ------------------ | -------------- | ------ |
| Dorfstraße 2 (Karte)                 | Bauernhof   |              | 094 86555          | Baudenkmal     | BW     |
| Dorfstraße 9 (Karte)                 | Bauernhof   |              | 094 86556          | Baudenkmal     | BW     |
| Hauptstraße, nördlich Nr. 36 (Karte) | Kirche      |              | 094 86557          | Baudenkmal     | Kirche |
| Hauptstraße 45 (Karte)               | Bauernhof   |              | 094 86558          | Baudenkmal     | BW     |
| Schmiedegasse 4 (Karte)              | Bauernhof   |              | 094 86559          | Baudenkmal     | BW     |
| Schmiedegasse 5 (Karte)              | Bauernhof   |              | 094 86560          | Baudenkmal     | BW     |
| Stiller Winkel 29 (Karte)            | Toranlage   |              | 094 86561          | Baudenkmal     | BW     |
| Stiller Winkel 30 (Karte)            | Toranlage   |              | 094 86562          | Baudenkmal     | BW     |
| Stiller Winkel 31 (Karte)            | Toranlage   |              | 094 86563          | Baudenkmal     | BW     |

## Ehemalige Kulturdenkmale
Die nachfolgenden Objekte waren ursprünglich ebenfalls denkmalgeschützt oder wurden in der Literatur als Kulturdenkmale geführt. Die Denkmale bestehen heute jedoch nicht mehr, ihre Unterschutzstellung wurde aufgehoben oder sie werden nicht mehr als Denkmale betrachtet.
| Lage                                                                     | Bezeichnung | Beschreibung | Erfassungs- nummer | Ausweisungsart | Bild |
| ------------------------------------------------------------------------ | ----------- | --- | ------------------ | -------------- | ---- |
| Loitscher Dorfstraße 6 (ursprünglich unter Dorfstraße 6 geführt) (Karte) | Wohnhaus    | Wohnhaus Rest einer ursprünglich sehr großen Hofanlage, am 29. Juli 2020 wurde festgestellt, dass die Gebäude schon seit geraumer Zeit abgerissen waren. Die Austragung aus dem Denkmalverzeichnis erfolgte am 5. Oktober 2020. | 094 86554          | Baudenkmal     | BW   |

## Legende
In den Spalten befinden sich folgende Informationen:
- Lage: Nennt den Straßennamen und wenn vorhanden die Hausnummer des Kulturdenkmals. Die Grundsortierung der Liste erfolgt nach dieser Adresse. Der Link „Karte“ führt zu verschiedenen Kartendarstellungen und nennt die geographischen Koordinaten.
Link zu einem Kartenansichtstool, um Koordinaten zu setzen. In der Kartenansicht sind Baudenkmale ohne Koordinaten mit einem roten bzw. orangen Marker dargestellt und können in der Karte gesetzt werden. Baudenkmale ohne Bild sind mit einem blauen bzw. roten Marker gekennzeichnet, Baudenkmale mit Bild mit einem grünen bzw. orangen Marker.
- Offizielle Bezeichnung: Nennt den Namen, die Bezeichnung oder zumindest die Art des Kulturdenkmals und verlinkt, soweit vorhanden, auf den Artikel zum Objekt.
- Beschreibung: Nennt bauliche und geschichtliche Einzelheiten des Kulturdenkmals, vorzugsweise die Denkmaleigenschaften.
- Erfassungsnummer: Für jedes Kulturdenkmal wird in Sachsen-Anhalt eine 20stellige Erfassungsnummer vergeben. Die letzten zwölf Ziffern werden für die Untergliederung nach Teilobjekten genutzt und werden nur angegeben, soweit vergeben. In dieser Spalte kann sich folgendes Icon  befinden, dies führt zu Angaben zu diesem Baudenkmal bei Wikidata.
- Ausweisungsart: Die Einordnung des Denkmales nach § 2 Abs. 2 DenkmSchG LSA
- Bild: Ein Bild des Denkmales, und gegebenenfalls einen Link zu weiteren Fotos des Kulturdenkmals im Medienarchiv Wikimedia Commons. Wenn man auf das Kamerasymbol klickt, können Fotos zu Kulturdenkmalen aus dieser Liste hochgeladen werden: